# Équipe du Canada de roller in line hockey
 (mars 2018).
L'équipe du Canada de roller in line hockey, surnommée Équipe Canada (Team Canada en anglais), est la sélection des meilleurs joueurs canadiens de roller in line hockey. Elle est gérée par deux fédérations, la National inline hockey association – Canada (NIHA), affiliée à la Fédération internationale de hockey sur glace (IIHF), et Canada Inline, affiliée à la Fédération internationale de roller sports (FIRS), qui ont chacune leurs propres joueurs, leur propre staff, et participent séparément aux compétitions organisées par l'IIHF et la FIRS.
Elle est basée à Dauphin au Manitoba pour la NIHA et Richmond Hill en Ontario pour Canada Inline.

## Historique
L'équipe était originellement gérée par Hockey Canada, et a participé aux trois premiers championnats du monde IIHF à partir de 1995, raflant la médaille de bronze par deux fois en 1996 et 1997, avant de le remporter l'année suivante en battant en finale les États-Unis, doubles champions du monde en titre. En 1998, l'équipe se retire des compétitions internationales. Hockey Canada arrêtera sa participation au roller in line hockey en 2000.
À la suite de cela, deux nouvelles fédérations furent créées : la National inline hockey association – Canada (NIHA) pour les compétitions dépendant de l'IIHF, et la Canadian Inline Hockey Association, renommée en Canada Inline en 2003, pour celles dépendant de la FIRS, la première étant reconnue comme l'équipe nationale canadienne par Hockey Canada et USA Hockey, alors que la seconde est reconnue comme tel par le comité olympique canadien, et donc par le CIO, celui-ci reconnaissant la FIRS comme fédération internationale pour le roller in line hockey.
Le retour dans les compétitions internationales s'est fait en 2002 pour Canada Inline, avec le titre mondial à la clé, et en 2008 pour la NIHA, qui a également remporté le titre à l'occasion de ce retour.
L'équipe FIRS a également participé aux jeux panaméricains en 2003 et aux jeux mondiaux de 2005, avec une médaille d'argent à chaque fois. Elle participera aux jeux mondiaux de 2013.

## Effectif actuel

### IIHF
| No    | Nom                | Position  | Club                   |
| ----- | ------------------ | --------- | ---------------------- |
| +029, | Brett Legat        | G         | Hamilton               |
| +063, | Ewen MacPherson    | Gardien   | Sherwood Park          |
| +004, | Kyle Henderson     | D         | Edmonton               |
| +009, | Kirk French        | Défenseur | Langley                |
|       | Jamie Visser       | Défenseur | Mississauga            |
| +055, | Matthew Hutchinson | Défenseur | North Vancouver        |
| +044, | Shayne Carlson     | Défenseur | Edmonton               |
| +042, | Adam Ross          | Défenseur | Red Deer               |
| +091, | Thomas Woods       | A         | Vancouver              |
| +010, | Max Grassi         | Attaquant | North Vancouver        |
| +020, | Dave Hammond       | Attaquant | Orange                 |
| +088, | Jeff Lichimo       | Attaquant | North Vancouver        |
| +011, | Joshua Foote       | Attaquant | Sherwood Park          |
|       | Sean Sullivan      | Attaquant | Saint-Louis (Missouri) |

## Résultats par année et par compétition

### Championnats du monde IIHF
- 1996 : 2e
- 1997 : 2e
- 1998 : Champion
- 2008 : Champion de Division 1 (2e niveau)
- 2009 : 7e
- 2011 : 3e
- 2012 : Champion

### Championnats du monde FIRS
- 1995 : Deuxième[2],[8]
- 1997 : Deuxième[2],[9]
- 1998 : quatrième[2]
- 2002 : champion[2]
- 2003 : troisième[2],[10]
- 2004 : deuxième[2],[11]
- 2006 : troisième[2]
- 2007 : troisième[2],[12]
- 2008 : sixième[2],[13]
- 2009 : deuxième[2]
- 2010 : sixième[2]
- 2011 : sixième[2]
- 2012 : sixième[2]

### Autres compétitions
- Jeux panaméricains :
  - 2003 : deuxième[2]
- Jeux mondiaux :
  - 2005 : deuxième[2]
  - 2013 : à venir[2]

## Sites officiels des fédérations
- NIHA : http://www.niha.ca/
- Canada Inline : http://www.canadainline.com/